# Harri Vuori
Harri Vuori, né le 10 janvier 1957 à Lahti, est un compositeur finlandais.